# 사도좌 정기방문
사도좌 정기방문(라틴어: Ad Limina Apostolorum)은 각 나라별로 관할 교구를 갖고 있는 각 지역 교구장 주교들과 보좌 주교들과 같은 가톨릭교회의 특정 고위 성직자들에 한해서 로마를 방문하여 사도 성 베드로와 성 바오로의 무덤을 참배하고 교황청 각 부서 방문 및 교황을 개별적으로 알현하여 자신들이 각자 맡고 있는 교구의 현황과 사제들의 상황을 모두 보고하는 의무를 말한다.
최초의 사도좌 정기방문 기록은 성 바오로의 갈라티아 신자들에게 보낸 서간 1장 18절에서 찾아볼 수 있다.
그러고 나서 삼 년 뒤에 나는 케파를 만나려고 예루살렘에 올라가, 보름 동안 그와 함께 지냈습니다.— 갈라 1,18

사도좌 정기방문은 5년마다 이루어진다. 사도좌 정기방문은 교황과의 긴밀한 유대는 물론, 여건상 주교단이 1년에 2차례 있는 정기 총회를 제외하고 10일 이상의 기간을 한 곳에 머무는 경우는 거의 없으므로 주교들 간의 친교를 다지고 사목 정보를 나누는 데 좋은 기회라고 볼 수 있다.